# Modern femkamp vid olympiska sommarspelen 1984
Resultat från tävlingarna i modern femkamp vid olympiska spelen 1984. 

## Medaljörer
| Spel                     | Guld                                                        | Silver                                              | Brons                                        |
| Individuellt Detaljer... | Daniele Masala Italien                                      | Svante Rasmuson Sverige                             | Carlo Massullo Italien                       |
| Lag Detaljer...          | Italien Daniele Masala Pier Paolo Cristofori Carlo Massullo | USA Michael Storm Robert Gregory Losey Dean Glenesk | Frankrike Paul Four Didier Boube Joël Bouzou |

## Medaljtabell
| Pl. | Nation    | Guld | Silver | Brons | Totalt |
| --- | --------- | ---- | ------ | ----- | ------ |
| 1   | Italien   | 2    | 0      | 1     | 3      |
| 2   | Sverige   | 0    | 1      | 0     | 1      |
| 2   | USA       | 0    | 1      | 0     | 1      |
| 4   | Frankrike | 0    | 0      | 1     | 1      |

## Deltagande nationer
| - Australien (3) - Österrike (3) - Bahrain (3) - Kinesiska Taipei (1) - Egypten (3) - Finland (3) | - Frankrike (3) - Storbritannien (3) - Italien (3) - Japan (3) - Mexiko (3) - Portugal (3) | - Sydkorea (3) - Spanien (3) - Sverige (3) - Schweiz (3) - USA (3) - Västtyskland (3) |